# Jan Høiland
Jan Höiland (Stavanger, 6 de fevereiro de 1939 – 7 de junho de 2017) foi um cantor e produtor musical norueguês. Radicado em Harstad, alcançou popularidade nas décadas de 1960 e 1970 com versões em norueguês e sueco de hits internacionais e com canções do gênero popular schlager. Seu maior êxito foi "Tiotusen röda rosor", composição de Thore Skogman, lançada como single em 1967, permaneceu seis semanas na parada Svensktoppen, alcançando o topo.
Jan Høiland fez sua estreia em 1957, no Cafe Inger, em Stavenger. Em 1958, estreou no mercado fonográfico com "Det vil komme av seg selv"/"Dormi-dormi-dormi", pela Columbia Records. 
Jan Høiland morreu em 7 de junho de 2017, aos 78 anos.

## Discografía
- (1963) Ingen frågar efter Jimmy
- (1968) Jan Høiland
- (1970) Röda rosor från Santa Monica
- (1971) Butterfly
- (1971) En natt i Moskva
- (1972) Blott en ros
- (1973) En bit av mig själv
- (1974) Jan
- (1974) Kan hende jeg seiler
- (1975) Tiotusen röda rosor
- (1977) Jan Høiland
- (1978) Jan Høiland
- (1978) Kjære sjømann
- (1980) Brit, Jan Erik og Jan
- (1985) My Songs
- (1989) Ballad för Adeline (com Richard Clayderman)
- (1993) Made in Harstad
- (1994) Tio tusen röda rosor (álbum)
- (2006) Klovnen
- (2008) White Christmas
- (2014) The days of wine and roses